# عنقريط

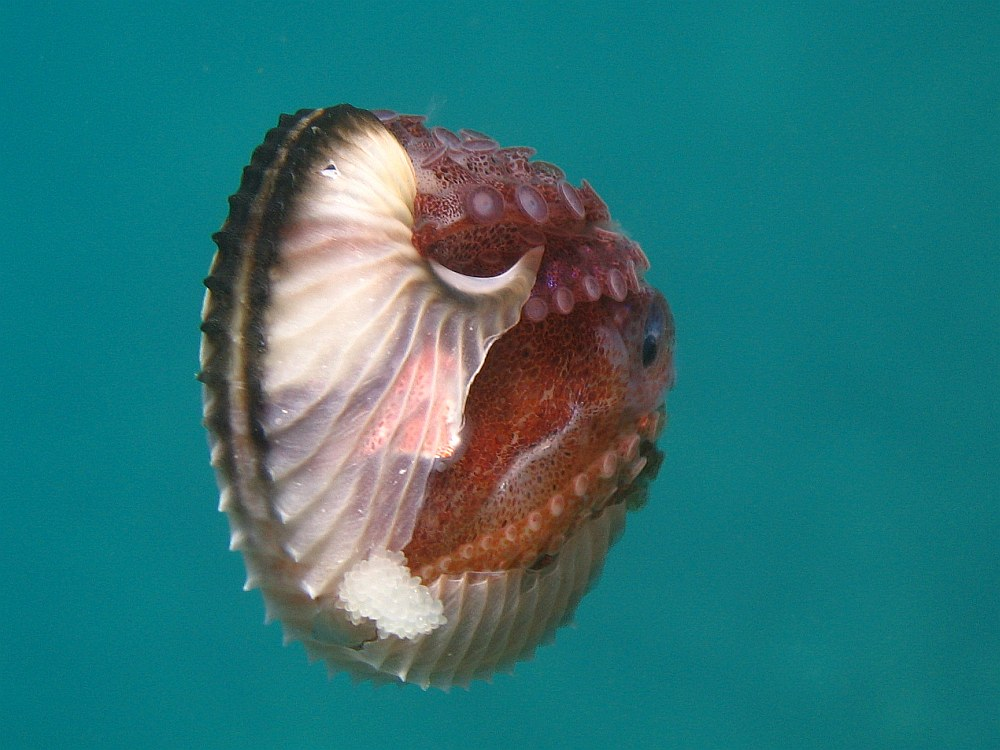
انثى عنقريط حاملة ببَيض

العَنقَريط (عن العالم فورسكال)، هو نوع من رتبة أخطبوطات البحر المفتوح ومن طائفة رأسيات الأرجل، لإناثة غشاء رقيق برقة الورق.

## أصل التسمية
(الكلام التالي للفريق أمين المعلوف) عنقريط، في نسخة فورسكال المطبوعة عنقريظ بالظاء المعجمة وأظنها خطأ مطبعي والصواب بالمهملة ولا يخفى أن فورسكال توفي قبل نشر كتابه. وقد أخذها عنه فريتاغ كما هي أي بالمعجمة ونقلها عنه البستاني في محيط المحيط وقال ضرب من السمك وصوابه ما ذكر ولعل اللفظة تعريب الأصل اليوناني. والاسم العلمي هو Argonauta argo.